# Tombe des géants de Pascaredda
La tombe des géants de Pascaredda (IPA: [pasca'rɛdda], en italien : tomba dei giganti di Pascaredda ou Pascareddha) est un site archéologique situé en Gallura, Sardaigne nord-orientale, à 3 km de Calangianus.
La tombe se trouve sur un versant du mont de Deu et à proximité du rio Badu Mela. On peut y accéder par un sentier qui part de la strada statale 127 menant à Tempio Pausania.
Les archéologues situent son origine à l'Âge du bronze, entre 1700 et 1400 av. J.-C.
La tombe réalisée avec la pierre de granite trouvée sur place et encore en bon état de conservation, épouse le style des dolmens orthostatiques, selon le modèle architectural classique qui caractérise les tombes de géants, des monuments funèbres constitués de sépultures collectives appartenant à la culture nuragique présentes en Sardaigne.

## Description
L'exèdre, espace qui était probablement consacré aux rites funéraires mesure à la corde 18,40 m.
Elle est délimitée par deux ailes de mur curvilignes, formée chacune de dix grandes plaques placées côte à côte et plantées « à couteau » dans le sol en ordre décroissant du centre vers l'extérieur.
La stèle centrale était à l'origine bi-lithique, celle qui est actuellement in situ, dégradée, n'en représente plus que la partie inférieure.
Le monolithe, une grande plaque finement travaillée à martellina mesure 2,10 m environ et est orné du classique listel horizontal et d'une corniche ornée en bas-relief qui s'estompe sur la partie inférieure et finit par se confondre avec la stèle. À sa base se trouve une petite porte arrondie qui mène à l'intérieur de la chambre funéraire.
Derrière la stèle, presque intact, se trouve le tombeau encore protégé par le tumulus en terre qui s'étend sur quelques dizaines de mètres. La chambre intérieure est de forme rectangulaire et absidale et mesure 12,50 m de long sur 0,90 m de large et 0,90 m de haut. Les parois du couloir, dont les parties supérieures sont légèrement inclinées vers l'intérieur, sont formées de blocs de granit équerrés et assemblés à sec. Ces blocs soutiennent la toiture de la tombe, elle-même composée de douze grandes plaques irrégulières (à l'origine 13) placées en plate bande.
Comme toutes les autres tombes similaires, au fond de l'abside de la chambre funéraire se trouve une étagère en pierre probablement utilisée pour déposer les offrandes au défunt.
En 1998, des fouilles archéologiques et diverses restaurations ont été réalisées par l'archéologue Angela Antona.

## Images

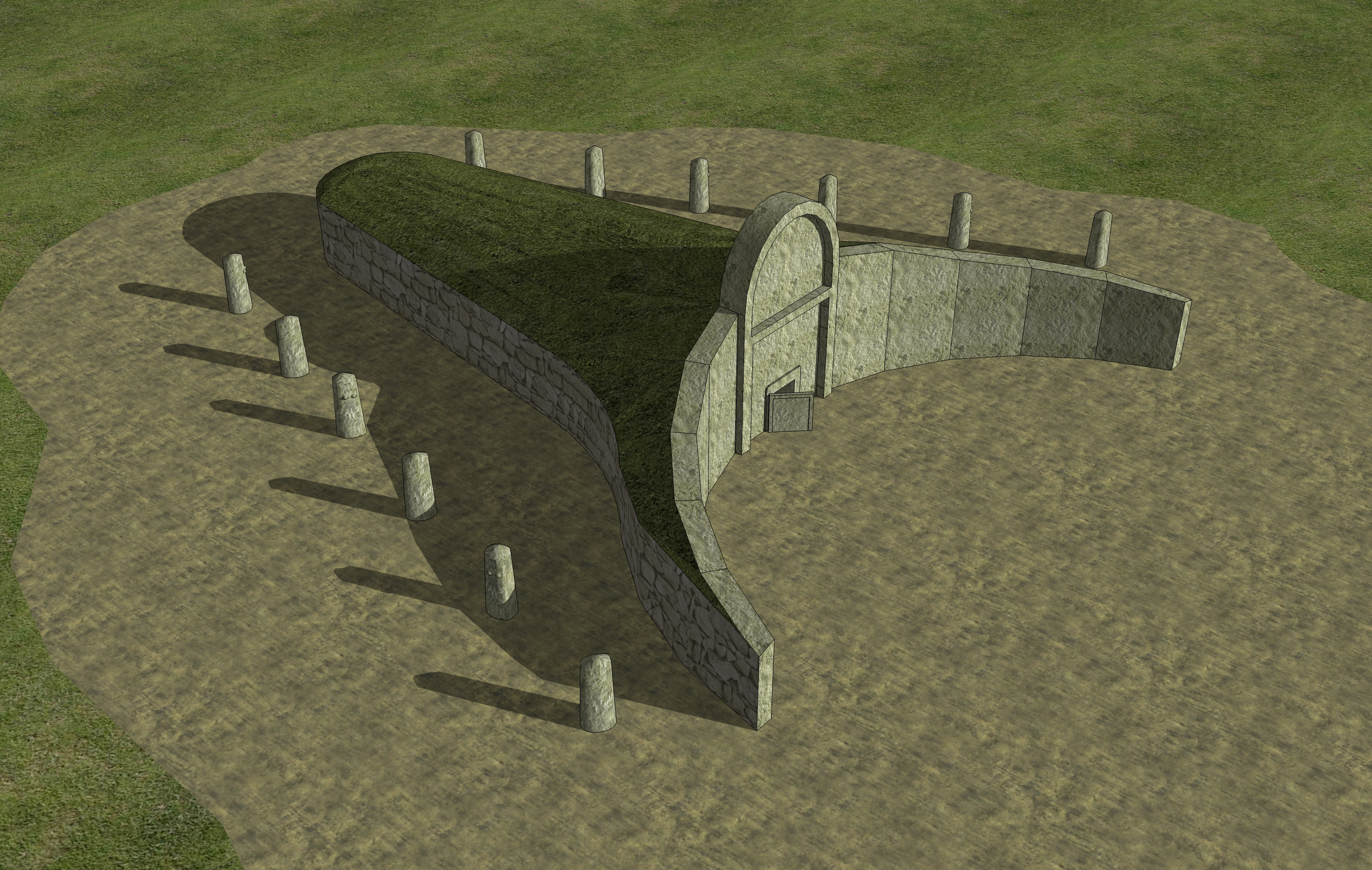
Modèle 3D du type de Tombe des géants à exèdre à « arc centinato »
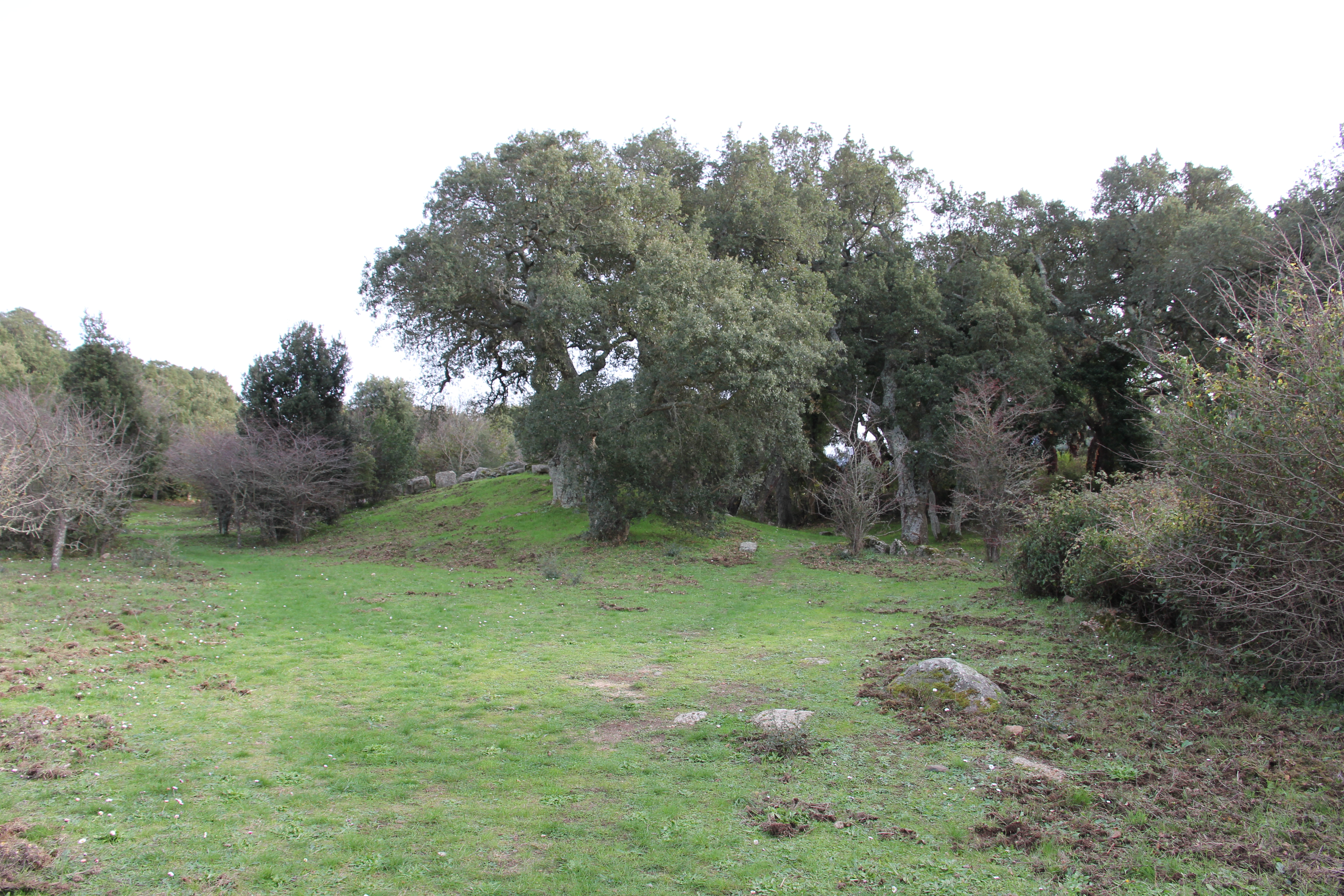
Vue d'ensemble du site
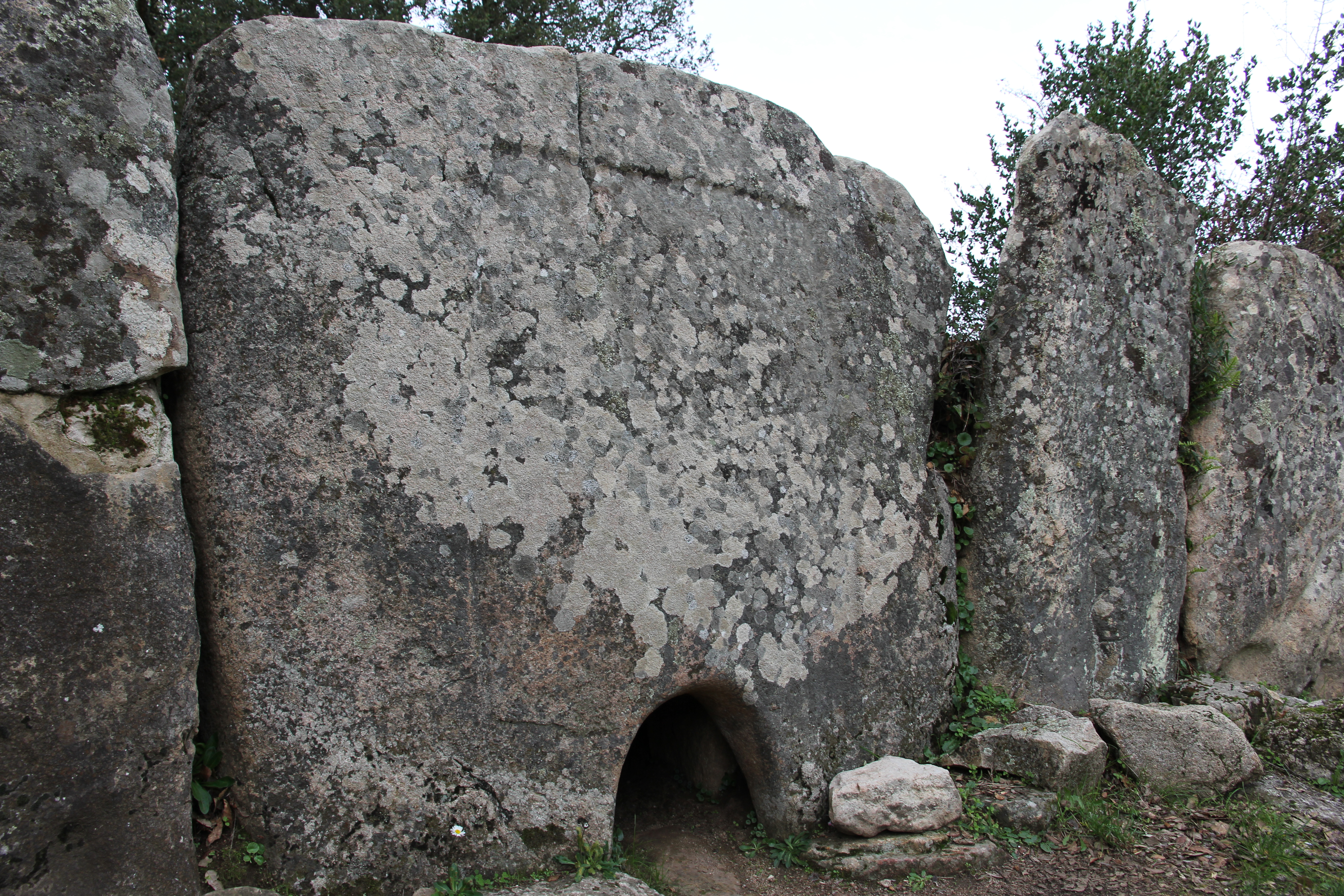
Stèle centrale avec portillon
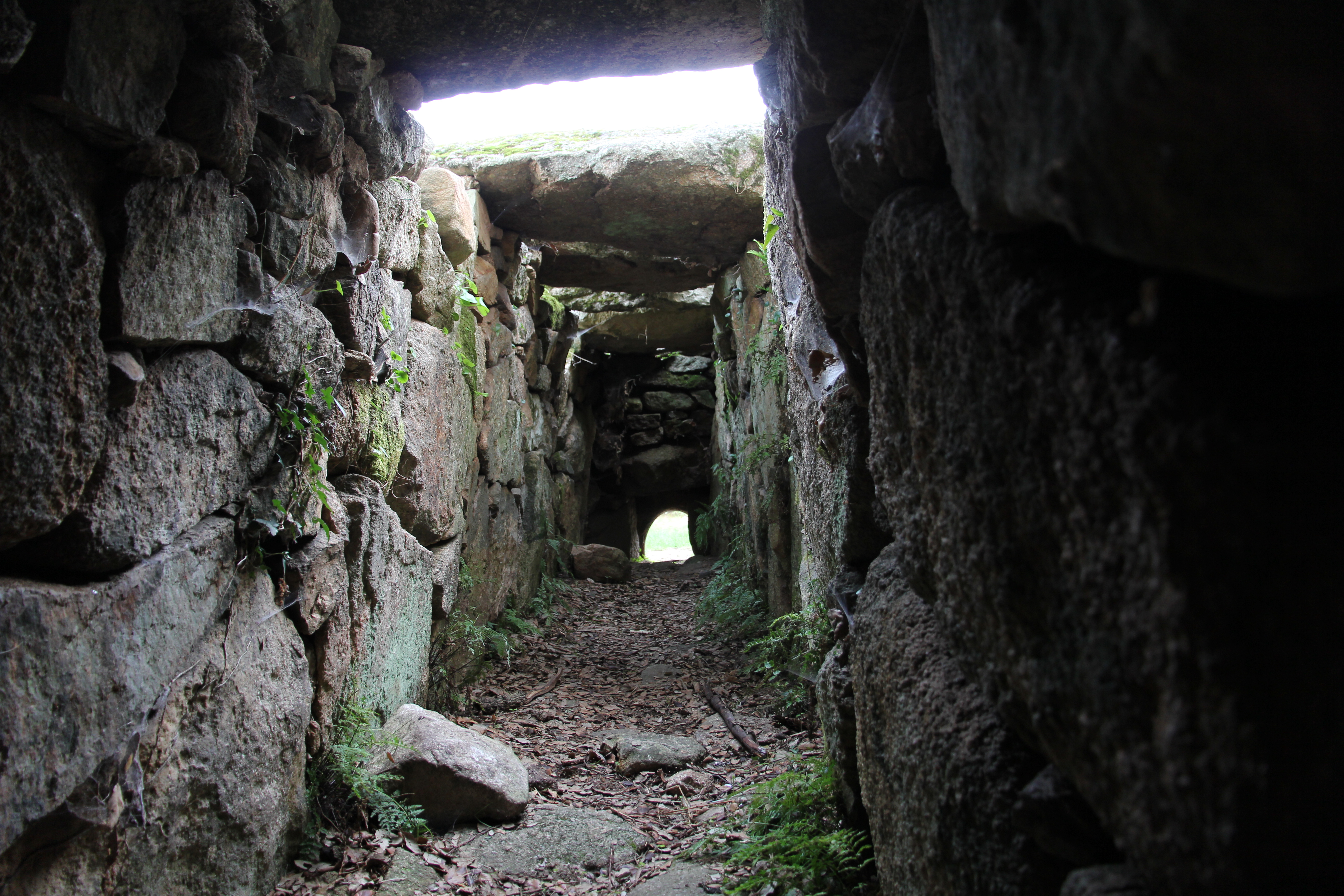
Couloir menant à la chambre funéraire
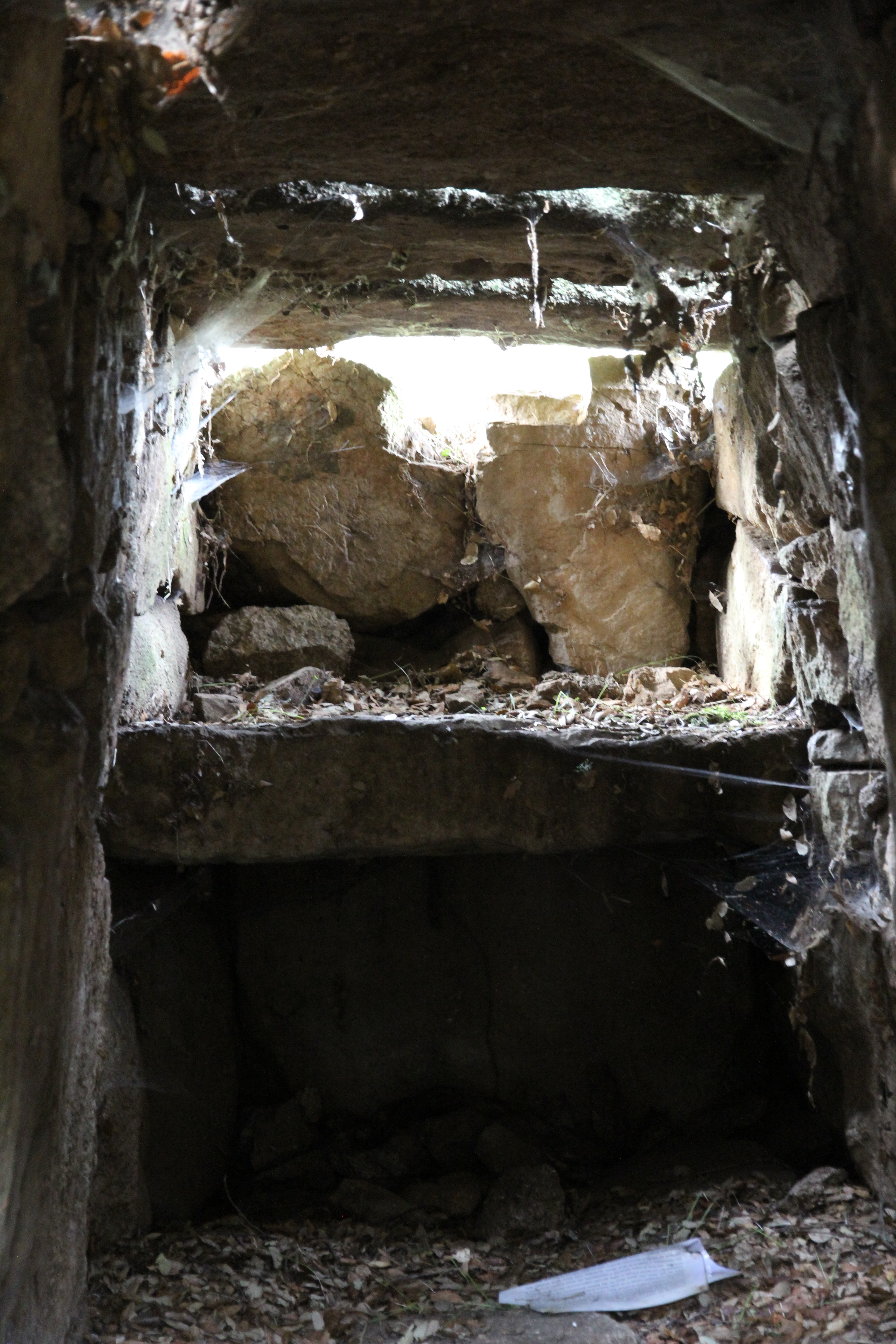
Fond de la chambre avec autel pour offrande

### Crédits de traduction
- (it) Cet article est partiellement ou en totalité issu de l’article de Wikipédia en italien intitulé « Tomba dei giganti di Pascaredda » (voir la liste des auteurs).